# タークシン
タークシン大王（タイ語: สมเด็จพระเจ้าตากสินมหาราช, ラテン文字転写: Somdet Phra Chao Taksin Maharat, 1734年4月17日 - 1782年4月6日）または ターク伯シン は、タイのトンブリー朝の王。華僑としてタイの君主となった。中国名は鄭信、鄭昭（拼音: Zhèng Zhāo, 潮州語: Dên Chao）または鄭国英。『清実録』は甘恩敕、丕雅新、鄭昭と呼ばれる。
同じ中国系タイ人であるタクシン・シナワットら「タクシン」名の人物と混同されるが、タークシン（ตากสิน; Taksin）とタクシン（ทักษิน; Thaksin）はタイ文字の綴りが異なり、別の名前である。

## 生涯
潮州出身の華人で、賭博場から税を徴収する役人鄭鏞の子として生まれ、父から鄭信と名付けられた。幼い時にタイ族のチャックリー伯爵（ラーマ1世とは別人）という官吏の養子となり、養父から「シン」（สิน、タイ語で「宝」の意味）と名付けられた。5歳の時に寺に入って13歳まで学んだ後にアユタヤで仕官した。その後も宮内の外国人学者達に積極的に教えを請うなど学問に励んでいたという。21歳でタイ族の伝統に則って出家して24歳で還俗し、王の小姓となる。ターク県の監察官に任命され、在任中に知事が死ぬと知事職に就いた。この時、ターク知事の称号に本名の「シン」が付けられて通用名「タークシン」となった。
泰緬戦争 (1765年-1767年)でビルマのコンバウン王朝の軍が侵攻してきた際、タークシンはカンペーンペットの知事に就くため任地へ赴こうとしていたが、急遽アユタヤの防衛に加わった。しかし、エーカタット王が大砲の音で鼓膜が破れるのを恐れて「大砲は朕の許可を得てから撃て」と命じたにもかかわらず、無断で砲撃したタークシンは罪を問われることになったためにラヨーンへ出奔する。タークシンは挙兵するとチャンタブリーを制圧した後、潮州系華人を集めてチャオプラヤー川を遡りアユタヤへ向かったが、すでにアユタヤ王朝は滅亡し、ビルマ軍によってアユタヤの町も徹底的に破壊されていたため、1767年（タイ仏歴2310年）、下流のトンブリーに王朝を建てた。これがトンブリー王朝である。
タークシンは敵対するピサヌロークやナコーンシータンマラート、ピマーイ、プラ・ファーンなどの諸勢力を破り、さらにランナー王朝を服従させた。さらに、アユタヤ王朝の属国であったカンボジア、ラオスも回復した。在位15年間の大半を戦争に費やしたタークシンを支えた将軍が チャックリー公爵（後のラーマ1世）である。文化の面でも業績を残しており、アユタヤ王朝末期に散逸した文献の収集と整理にも力を入れた。タークシンの編纂した『ラーマキエン』は、多数ある版本の中でも最もよいものとされている。また、三島由紀夫の小説『暁の寺』で知られる寺院ワット・アルンラーチャワラーラームを修復するなど仏教も手厚く保護した。
タークシンは自分が中国系でアユタヤ王朝の王家の血を引いていないことに強いコンプレックスを抱いており、次第に精神錯乱を来すようになった。例えば、「朕は阿羅漢の境地に達した」と言い出し、僧侶に自分を礼拝するよう命じたが、タイの仏教では僧侶が民間人の阿羅漢を礼拝すること禁じているために数名の高僧が断った。これに怒ったタークシンは、彼らを捕えて僧籍を剥奪し鞭打ちの刑に処した。この事は民衆に衝撃を与え、各地で反乱が起こり始めた。また、鉱山の税務官が職権を乱用したことも民心の離反を招き反乱の原因となっていた。タークシンはサン伯爵に反乱鎮圧を命じたが、簒奪を狙ったサン伯爵は却って反乱者を集めてトンブリーを攻めて摂政に就き、タークシンは出家を強いられた。この時、マハー・カサットスック大公（後のラーマ1世）がカンボジア遠征から戻り、民衆の支持もえて国権を掌握した。1782年（タイ仏暦2325年）4月6日、タークシンとその一族は大公によって全て処刑され、トンブリー王朝はタークシン一代で滅亡した。

## 紙幣との関係
1980年代より約20年間発行されていた20バーツ紙幣の裏面に肖像が使用されていた。現在では、2015年2月26日より新たに流通された100バーツ紙幣の裏面で肖像が復活した。